# Zara Yaqob
Zara Yaqob (noto anche come Zera Yacob (Ge'ez ዘርአ:ያዕቆብ zar'ā yāʿiqōb, Italiano: Discendente di Jacob o Giacobbe); Telq, 19 giugno 1399 – Debre Berhan, 26 agosto 1468) è stato un sovrano etiope.
Fu Imperatore d'Etiopia (nəgusä nägäst) e membro della Dinastia Salomonide e regnò sotto nome regale di Kwestantinos I (Ge'ez ቈስታንቲኖስ qʷastāntīnōs) o Costantino I, dall'antica provincia di Shewa, dove si trovava la capitale degli imperatori Amhara prima delle migrazioni Oromo dopo il XVI secolo e la guerra distruttiva col Gran Ahmad. Nato a Telq, nella provincia di Fatajar (ora parte della regione di Oromia, vicino al fiume Auasc), Zara Yaqob fu l'ultimogenito di Dawit I e della sua moglie più giovane, Igzi Kebra.
L'esperto inglese di Etiopia, Edward Ullendorff, dichiara che Zara Yaqob "fu indubbiamente il più grande sovrano etiope dai tempi di Ezana, che regnò durante l'apice del regno di Axum, e nessuno dei suoi successori al trono, tranne gli imperatori Menelik II e Hailé Selassié, poté reggerne il confronto."
Paul B. Henze ripete la tradizione che la gelosia di suo fratello maggiore Teodoro I ordinò ai cortigiani di deportare Zara Yaqob alla provincia del Tigray, dove fu portato in segreto ed educato ad Axum e al monastero di Debre Abbay. Anche ammesso che la tradizione "non dà alcun valore allo sfondo religioso per la carriera di Zar'a-Ya'iqob's", Taddesse Tamrat rinnega la storia come "molto improbabile nei suoi dettagli." Come notato dal docente, Zara Yaqob scrisse nel suo Mashafa Berhan che "fu portato fuori dalla prigione reale sui monti Gishan soltanto alla vigilia della sua ascesa al trono."

## Regno
Alla morte dell'imperatore Dawit, suo fratello maggiore Tewodros I ordinò il confinamento Zara Yaqob ad Amba Geshen intorno al 1414. Nonostante l'esilio, i suoi sostenitori lo mantennero come candidato al titolo di imperatore, aiutati dalla rapida successione dei suoi fratelli maggiori nel corso dei 20 anni successivi, che lo lasciarono come il maggior candidato qualificato. David Buxton nota l'effetto lasciato sulla sua personalità dal suo esilio forzato, che "lo privò di ogni contatto con la vita o la gente ordinaria." Messo in una posizione di guida "senza alcuna esperienza negli affari di stato, egli [Zara Yaqob] dovette vedersela con un regno infestato da intrighi e ribellioni, una Chiesa invasa da eresie, e nemici esterni dalla costante minaccia d'invasione." Buxton prosegue:
Yaqob divenne imperatore nel 1434, ma fu incoronato solo due anni dopo ad Axum, dove risedette per altri tre anni. Non era insolito che i sovrani etiopi posticipassero la loro coronazione nei loro regni fino a data successiva.
Una volta divenuto imperatore, Zara Yaqob sposò la principessa Eleni d'Ethiopia, figlia del re di Hadiya, uno dei regni Sidama a sud del fiume Abay, e che prima del matrimonio si era convertita all'Islam. Pur non riuscendo a dargli alcun figlio, Eleni crebbe come una persona politicamente forte. Quando un complotto che coinvolse uno dei suoi Bitwoded venne alla luce, Zara Yaqob reagì nominando le sue due figlie, Medhan Zamada e Berhan Zamada, a capo di questi nuovi uffici. Secondo le "Cronache Reali" che descrivono il suo regno, l'imperatore nominò anche le sue figlie e nipoti come governatori (o meglio, governatrici) su otto delle sue provincie; questi governi risultarono però fallimentari.
Zara sconfisse Badlay ad-Din, sultano di Adal, alla battaglia di Gomit nel 1445, consolidando il suo dominio sui regni Sidamo a sud e sui deboli regni islamici oltre il fiume Amash. Campagne simili nel nord contro gli Agaw e i Falasha ebbero meno successo.
Rimasto testimone dell'apparizione di una forte luce nel cielo (che molti storici hanno identificato come la Cometa di Halley, visibile in Etiopia in 1456), Zara Yaqob fondò Debre Berhan e la rese la sua capitale per il resto del suo regno.
Nei suoi tardi anni, Zara Yaqob divenne molto più dispotico. Quando Takla Hawariat, abate di Dabra Libanos, criticò il fatto che Yaqob aveva fatto malmenare e uccidere degli uomini, l'imperatore ordinò che questi fosse picchiato e gettato in prigione, dove morì alcuni mesi dopo. Zara Yaqob fu convinto di un complotto contro di lui nel 1453, che lo portò ad azioni ancor più brutali. Si convinse persino che sua moglie e i suoi figli cospiravano contro di lui, e molti di loro furono pestati. Seyon Morgasa, madre del futuro imperatore Baeda Maryam I, morì per i maltrattamenti da lei subiti nel 1462, il che portò ad una rottura totale tra padre e figlio; questi rapporti si ripresero però abbastanza presto, e Zara Yaqob designò pubblicamente Baeda Maryam come suo successore.

## La chiesa etiope
Quando Zara Yaqob salì al trono, la Chiesa Etiope era divisa sulla faccenda dell'osservanza del giorno di riposo biblico per circa un secolo. Un gruppo leale ai vescovi copti credeva che il giorno di riposo dovesse essere osservato solo di domenica, portando quindi alla domenica di riposo, mentre i seguaci di Ewostatewos credevano con il loro fondatore che sia il settimo giorno originale (ovvero sabato, il giorno di riposo minore) che la domenica andassero osservati.
Egli riuscì a persuadere due Abuni egizi, Michele e Gabriele, ad accettare un compromesso mirante a ripristinare l'armonia con la Casata di Ewostatewos, come erano noti i seguaci di Ewostatewos. Contemporaneamente, fece sforzi per pacificare sempre la casa di Ewostatewos. Sebbene i seguaci di Ewostatewos furono convinti al compromesso nel 1442, i due Abuni accettarono al compromesso solo al Consiglio di Debre Mitmaq a Tegulet (1450).
Zara Yaqob continuò anche come difensore dell Patriarcato di Alessandria. Quando nel 1441 udì della distruzione del monastero egiziano di Debre Mitmaq per mano del sultano Az-Zahir Sayf-ad-Din Jaqmaq, egli dichiarò un periodo di pianti, poi mandò una lettera di forti proteste al sultano, ricordandogli che egli ebbe soggetti musulmani che trattò lealmente, e lo avvertì che egli aveva il potere di divergere il Nilo, anche se si trattenne dal farlo per la sofferenza umana che ne sarebbe conseguita. Jaqmaq rispose con dei regali per placare l'ira di Zara Yaqob, ma rifiutò di ricostruire le chiese copte che egli aveva distrutto.
Stando a Richard Pankhurst, l'imperatore era anche "reputato un autore di fama", avendo egli contribuito alla letteratura etiope con tre importanti opere teologiche. La prima si chiama Mahsafa Berha ("Il libro della Luce"), un'esposizione delle sue riforme ecclesiastiche e una difesa dei suoi credi religiosi; le altre due si chiamano Mahsafa Milad ("Il Libro della Natività") e Mahsafa Selassie ("Il Libro della Trinità"). Edward Ullendorff gli attribuisce però soltanto i primi due libro.

## Affari esteri
Zara Yaqob mandò delegati al Concilio di Firenze nel 1441, e stabilì dei contatti con il Papa e il cristianesimo occidentale. Confusi dal fatto che i prelati del consiglio insistettero nel chiamare l'imperatore come il loro mitico re cristiano, Prete Gianni, essi provarono a spiegare che la lista dei nomi regali Zara Yaqob non includeva tale titolo. Tuttavia, le ammonizioni dei delegati servirono a poco per impedire agli europei di affibbiare all'imperatore il nome di Prete Gianni.
Zara Yaqob mandò anche una missione diplomatica in Europa nel 1450, chiedendo manodopera qualificata. La missione fu guidata dal siciliano Pietro Rombulo, che in precedenza aveva guidato una spedizione in India conclusasi con successo. Rombulo visitò prima Papa Nicola V, e poi si diresse al suo obiettivo principale, la corte di Alfonso V di Aragona, che rispose in modo favorevole.